# Geococcyx
Geococcyx Wagler, 1831 è un genere di uccelli cuculiformi della famiglia Cuculidae.

## Tassonomia
Questo genere è suddiviso in due specie:
- Geococcyx californianus - Corridore della strada o Mimì maggiore
- Geococcyx velox - Corridore della strada minore o Mimì minore

## Distribuzione
Come gli altri Neomorphinae, i Geococcyx popolano le pianure delle Americhe. 
Il Mimì maggiore, G. californianus, vive in Messico e nel sudovest degli U.S.A..
Il Mimì minore, G. velox, si trova in Messico ed America centrale.

## Nella cultura di massa
Con il suo nome comune inglese di "Roadrunner" questo uccello è anche un popolare personaggio, antagonista di Wile E. Coyote nelle serie di cartoni animati Looney Tunes e Merrie Melodies distribuiti da Warner Bros. In Italia è conosciuto come Beep Beep.